# 艾德尔施泰特
艾德尔施泰特是德国下萨克森州的一个市镇。总面积76.12平方公里，总人口1786人，其中男性912人，女性874人（2011年12月31日），人口密度23人/平方公里。